# Споменка Стевановић
Споменка Стевановић (Зворник, 1. април 1962) српска је политичарка, правник и народни посланик у Народној скупштини Републике Српске.

## Биографија
Споменка Стевановић је рођена 1. априла 1962. године у Зворнику. Завршила је Правни факултет у Београду. Била је предсједница Клуба посланика Демократског народног савеза у Народној скупштини Републике Српске и предсједница Административне комисије Народне скупштине Републике Српске.  Муж Споменке Стевановић је економиста и кинолог.